# Die entgötterte Welt
Die entgötterte Welt ist eine Dramentrilogie von Hermann Sudermann von 1915. Sie enthält das Schauspiel Die Freundin, die Tragikomödie Die gutgeschnittene Ecke und das Lustspiel Das höhere Leben.

## Hintergründe
Der erfolgreiche Schriftsteller Hermann Sudermann veröffentlichte 1915 drei Theaterstücke in einem Band. Er stellte sie in den Rahmen einer vermeintlich vergangenen Zeit nach Ausbruch des Ersten Weltkrieges.
Eingeleitet wird der Band durch das Gedicht Was wir waren?, in dem er Schlechtigkeiten der Vorkriegszeit wie soziale Ungerechtigkeit, Egoismus und moralische Verdorbenheiten aufführt und an die Leser appelliert, diese in der Zeit der Gefahr hinter sich zu lassen und ohne Standesschranken zusammenzustehen.
Die drei Stücke behandeln verschiedene Themen aus dem Alltagsleben der Kaiserzeit, die die Folgen einer Abkehr von Moral und Religion aufzeigen wollen.

## „Die Freundin“
Alice von Hilgenfeld lebt mit ihrem neunjährigen Sohn auf einem Gut im Osten. Der Theologieabsolvent (Kandidat) Ernst lebt im Haus und unterrichtet den Jungen als Hauslehrer, dazu gibt es eine Buchhalterin Helene und einen Diener Georg. Der Arzt sieht öfter nach dem kränklichen Jungen, ein weiterer gern gesehener Gast ist der Pastor als väterlicher Freund.
Auf Anraten der beiden älteren Herren holt sich Alice die Jugendfreundin Juliane in das Haus, um etwas Gesellschaft nach dem frühen Tod des Ehemannes zu haben. Diese wirft dann die ganze Welt des Gutshofes durcheinander, sie vergrault den Verehrer aus früheren Zeiten und den Hauslehrer aus dem Leben Alices, um diese für sich allein zu haben. Der Hauslehrer bringt sich daraufhin um, die beiden Frauen fliehen und lassen den Jungen zurück.
Das Schauspiel Die Freundin zeichnet ein extrem negatives Bild einer emanzipierten und selbstbewussten jungen Frau. Diese zerstört durch Intrigen, Bosheit und Egoismus die heile Welt des Gutshofes.
Hermann Sudermann möchte ein abschreckendes Bild der aufstrebenden Emanzipationsbewegung von Frauen darstellen. Er verbindet diese im Stück mit einer Ideologie des rücksichtslosen Egoismus und moralischen Nihilismus, der die bisherigen Werte von Moral und Religion über den Haufen wirft. Dazu gehört auch die angedeutete Liebesbeziehung der beiden Frauen.
Der Aufbau der Handlung gilt als technisch „gut konstruiert“ und ist an einigen Stellen künstlerisch gut gestaltet.
Es gilt heute trotzdem als eines der unbedeutenderen Dramen des Autors und wurde in der Folgezeit nur selten gespielt.

## Aufführungen
Die Tragikomödie Die gutgeschnittene Ecke wurde 1915 im Lessingtheater Berlin und dem Schauspielhaus München uraufgeführt. Es folgten weitere Inszenierungen.
Die anderen beiden Dramen waren bis 1918 durch die Zensur verboten.
Das Lustspiel Das höhere Leben wurde 1919 im Residenztheater Berlin uraufgeführt, das Schauspiel Die Freundin am 2. September 1920 ebenfalls im Residenztheater Berlin, mit Tilla Durieux als Juliane. Eine weitere Inszenierung gab es im Dezember 1920 im Breslauer Lobetheater.

## Textfassungen
- Die entgötterte Welt. Szenische Bilder aus kranker Zeit. Cotta, Berlin/Stuttgart 1915, 6. Auflage 1916 archive.org
  - Die Freundin. Schauspiel, S. 7–97.
  -  Die gutgeschnittene Ecke. Tragikomödie, S. 99–223.
  -  Das höhere Leben. Lustspiel, S. 225–333.
- Das höhere Leben. Komödie in vier Akten. Berlin 1919.